# Zeki Cem Tenekebüken
Zeki Cem Tenekebüken (* 8. November 1998) ist ein türkischer Leichtathlet, der sich auf den Stabhochsprung spezialisiert hat.

## Sportliche Laufbahn
Erste internationale Erfahrungen sammelte Zeki Cem Tenekebüken im Jahr 2015, als er bei den Balkan-Hallenmeisterschaften in Istanbul mit übersprungenen 4,70 m den sechsten Platz belegte. Mitte Juli schied er dann bei den Jugendweltmeisterschaften in Cali mit 4,55 m in der Qualifikationsrunde aus. Im Jahr darauf siegte er mit 5,00 m bei den U20-Balkan-Meisterschaften in Bolu und 2017 sicherte er sich bei den U20-Balkan-Hallenmeisterschaften in Istanbul mit 4,95 m die Bronzemedaille. 2022 wurde er bei den Balkan-Hallenmeisterschaften in Istanbul mit 5,10 m Sechster.
2018 wurde Tenekbüken türkischer Meister im Stabhochsprung im Freien sowie 2022 in der Halle.

## Persönliche Bestleistungen
- Stabhochsprung: 5,12 m, 16. August 2015 in Ankara
  - Stabhochsprung (Halle): 5,21 m, 27. Februar 2022 in Istanbul